# Selbstverdichtender Beton

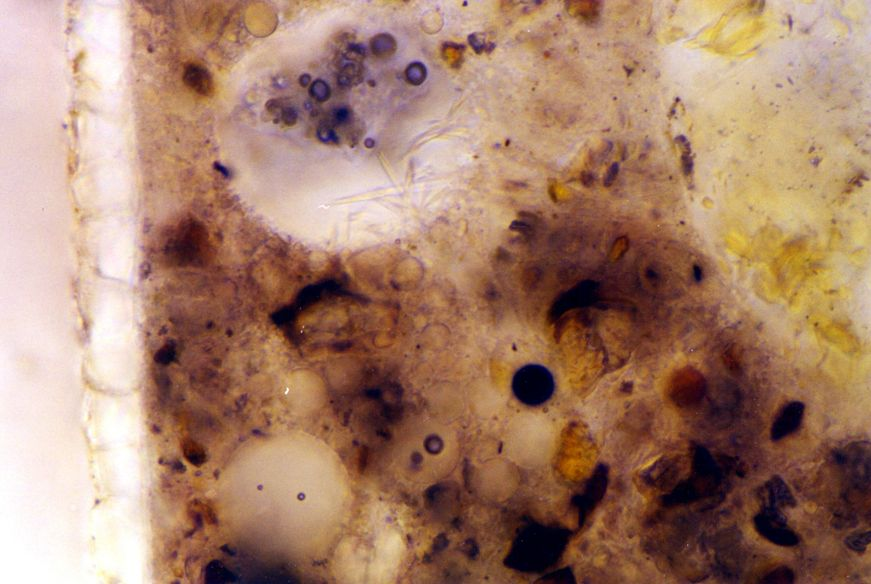
Lichtmikroskopische Aufnahme eines SVB-Dünnschliffes bei 600-facher Vergrößerung

Selbstverdichtender Beton (SV-Beton oder SVB, englisch: SCC: „self compacting concrete“) ist ein Beton, der allein durch die Schwerkraft entlüftet und die Bewehrung umschließt. Dies ist durch eine sehr fließfähige Konsistenz möglich, die durch moderne Hochleistungsbetonverflüssiger (HBV) auf Polycarboxylatbasis erreicht wird.

## Geschichte des selbstverdichtenden Betons
Das Patent für die Erfindung des selbstverdichtenden Betons hielt Gerald Schlung. Daraufhin ging die Entwicklung in den 1980ern von Japan aus, wo es aufgrund ungelernter Arbeiter auf den Baustellen häufig zu Mängeln bei der Dauerhaftigkeit von Beton infolge falschen Verdichtens kam. Dort wird selbstverdichtender Beton besonders bei Großprojekten wirtschaftlich eingesetzt. In Europa gibt es vor allem in Schweden und den Niederlanden einige Erfahrungen mit selbstverdichtendem Beton. Zugleich findet der neue Baustoff inzwischen auch Anwendung in den meisten anderen Ländern der EU und den USA.
In Deutschland wurde selbstverdichtender Beton beim Großprojekt des Science Centers phæno in Wolfsburg und des BMW-Zentralgebäudes in Leipzig eingesetzt.

## Typen von selbstverdichtendem Beton
Man unterscheidet drei Typen von selbstverdichtendem Beton:
- den Mehlkorntyp
- den Stabilisierertyp
- den Kombinationstyp

Beim Mehlkorntyp werden die selbstverdichtenden Frischbetoneigenschaften erreicht, indem der Mehlkornanteil erhöht wird. Beim Stabilisierertyp werden dagegen stabilisierende Betonzusatzmittel verwendet, um einen selbstverdichtenden Beton zu erhalten, der nicht unter Separation und Sedimentation leidet. Beim Kombinationstyp wird bei erhöhtem Mehlkornanteil zusätzlich Stabilisierer zugegeben.
Allen Typen ist jedoch gemein, dass sie ohne Hochleistungsbetonverflüssiger auf der Basis von Polycarboxylatether ihre Eigenschaften nicht entwickeln können.

## Eigenschaften

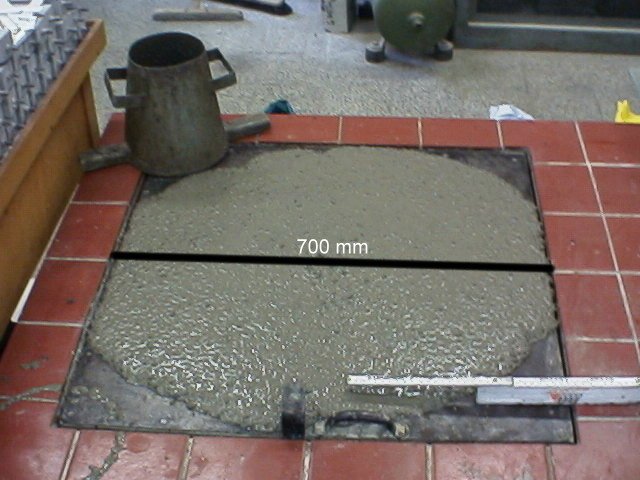
Ziehmaß (ohne schocken) von Selbstverdichtendem Beton

Die selbstverdichtenden Eigenschaften werden durch eine grundsätzliche Veränderung in der Zusammensetzung der Mischung erreicht. So kommt den rheologischen Grundlagen eine besondere Bedeutung zu, da diese durch den Einsatz neuartiger Hochleistungsbetonverflüssiger völlig neu definiert werden.
Die neuen Hochleistungsbetonverflüssiger haben eine hervorragende Dispergierwirkung der Zement- und Feinststoffpartikel des Betons. Die inneren Reibungswerte zwischen den Partikeln werden extrem reduziert sowie der Wasseranspruch durch eine Verringerung der elektrischen Bindungskräfte verringert.
Dies liegt am Moleküldesign des Hochleistungsbetonverflüssigers, welches sich durch sehr lange Polycarboxylatseitenketten auszeichnet. Da sich die Moleküle an die Zement- und Feinststoffpartikel anlagern, entsteht durch die Seitenketten eine räumliche Abstoßung, welche eine Agglomeration der Partikel untereinander verhindert. Die Hochleistungsbetonverflüssiger-Moleküle wirken dadurch wie ein Stützgerüst zwischen den einzelnen Partikeln der Suspension.
Generell werden an einen selbstverdichtenden Beton die gleichen Eigenschaften wie an einen normalen Beton gestellt, jedoch kommen zusätzliche Anforderungen an die selbstverdichtenden Eigenschaften hinzu. Von primärem Interesse sind dabei:
- Viskosität
- Blockierneigung (wichtig bei hohem Bewehrungsgrad und Pumpbeton)
- Selbstentlüftung

Die genannten Eigenschaften sind sehr stark abhängig von der Auswahl der Zusatzstoffe, da selbstverdichtender Beton extrem empfindlich auf Schwankungen der Qualität und Menge von Mischungskomponenten reagiert und dann ggf. die gewünschten Eigenschaften nicht erreicht. Dies setzt eine akribische Dokumentation und extensive Prüfungen der laufenden Produktion voraus, da die Eigenschaften im Nachhinein nicht mehr beeinflusst werden können.

## Mischungsentwurf

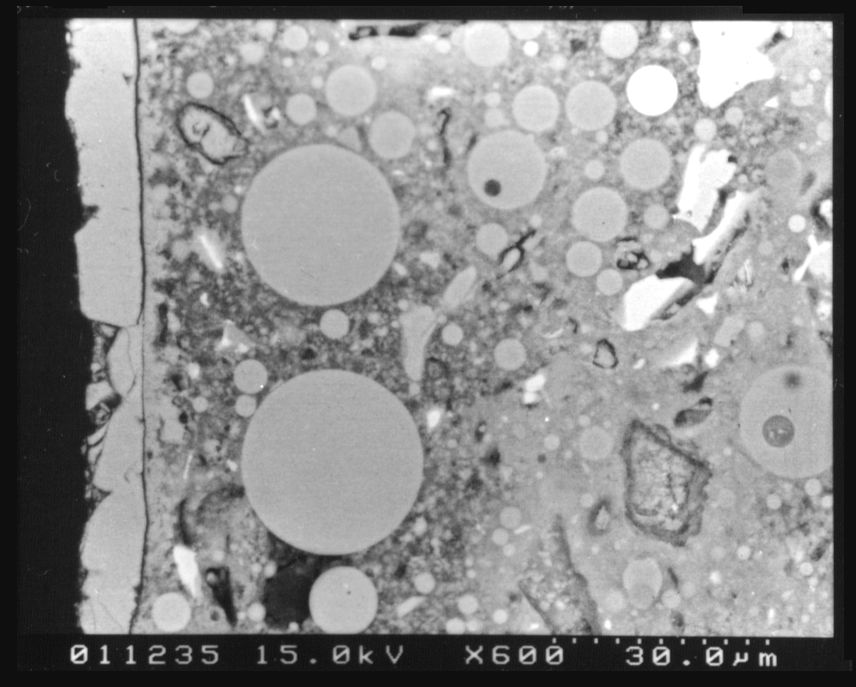
Rasterelektronenmikroskop-Aufnahme eines selbstverdichtenden Beton-Dünnschliffes bei 600-facher Vergrößerung

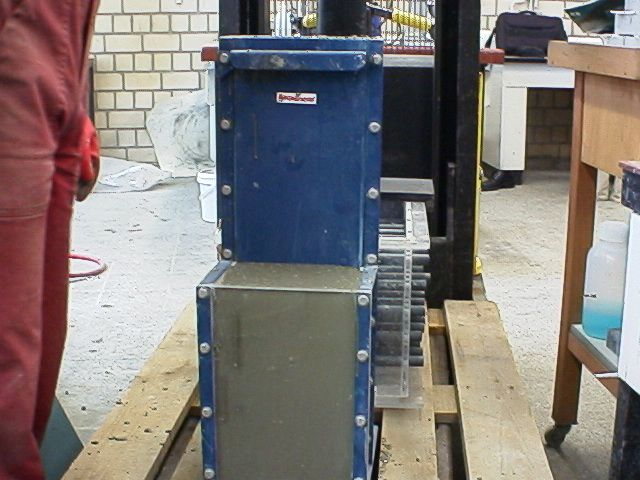
L-Box zur Verarbeitbarkeitsprüfung von selbstverdichtenden Beton

Die Grundlagen für den Entwurf von Mischungen für selbstverdichtenden Beton wurden in Japan gelegt. Generell ist hier ein vollkommen anderer und auf den ersten Blick ungewöhnlicher Ansatz im Vergleich zu Normalbeton erforderlich geworden.
Zu Beginn des Entwurfes wird der Typ des selbstverdichtenden Betons und damit die grobe Zusammensetzung sowie die Zusatzmittel bestimmt. Wichtig ist dabei:
- Vorwahl eines rechnerischen Luftporengehaltes von ca. 4 bis 6 Vol.-%
- Begrenzung des Grobzuschlags (d > 2 mm) aufgrund stark ansteigender innerer Beanspruchung auf ca. 50 bis 60 % des Gesamtzuschlagsvolumens ohne Luftporen
- Analog dazu eine Begrenzung des Feinzuschlags (125 µm < d < 2 mm) auf 40 Vol.-% des Mörtelvolumens

Unter diesen Voraussetzungen werden erste Versuche an den feinsten Bestandteilen der zukünftigen Mischung durchgeführt. Diese beinhalten sämtliche Bestandteile bis zu einem Durchmesser von 125 µm. Pro Mischungsansatz werden fünf Feinststoffsuspensionen mit unterschiedlichem Verhältnis von Wasser zu Feinststoffvolumen (w/FV) angesetzt, wobei jeweils der Wassergehalt variiert wird.
Es wird dann das jeweilige Ausbreitmaß der Mischungen mit dem Setztrichter-zum-Haegermann-Tisch ermittelt, welches über eine Formel in das „relative Setzfließmaß“ umgerechnet und in ein Diagramm eingetragen wird. Sind alle fünf Werte ermittelt folgt eine lineare Regression. Der y-Achsen Abschnitt der resultierenden Geraden stellt dabei den Wasserbedarf dar, die Steigung gilt als Maß für die Empfindlichkeit der Mischung.
In der nächsten Stufe kommen Sand und Hochleistungsbetonverflüssiger zur Mischung hinzu, wobei für den Sand die oben genannten Einschränkungen gelten. Variiert wird nun der Gehalt an Hochleistungsbetonverflüssiger. Eine Überprüfung der Eigenschaften geschieht mit Hilfe eines speziellen V-Trichters sowie eines Setztrichters-zum-Haegermann-Tisch. Ermittelt werden sowohl Viskosität als auch das Ausbreitmaß. Bei beiden Werten sind bestimmte Grenzen einzuhalten.
Die letzte Stufe des Entwurfs beinhaltet zusätzlich den Grobzuschlag als Mischungskomponente. Wieder werden Viskositätsversuche mit einem V-Trichter sowie Ausbreitversuche mit dem Ausbreittisch gefahren. Hat die Mischung die gewünschten Eigenschaften erreicht, folgen die abschließenden Prüfungen zur Verarbeitbarkeit.
Um die Verarbeitbarkeit des Betons zu testen, werden Versuche mit der L-Box, der „Kajima“-Box und dem J-Ring durchgeführt. Die L-Box dient zur Prüfung der Blockierneigung und des Nivellierverhaltens und besteht aus einem Stahlkasten mit zwei Räumen, welche durch einen Schieber voneinander getrennt sind. Im Durchlass zwischen den Räumen ist ein Bewehrungshindernis eingebaut.
Die Kajimabox besteht aus einem Plexiglaskasten in den Barrieren eingebaut sind. Mit diesem Gerät wird der Füllgrad des Betons – also die Eigenschaft, die Hohlräume auszufüllen – bestimmt.
Bei beiden Versuchen sind definierte Grenzwerte einzuhalten.
Der J-Ring schließlich bestimmt zusätzliche Konsistenzeigenschaften des selbstverdichtenden Betons. Es wird neben dem Ausbreitmaß auch die Zeit zum Erreichen desselben gemessen. Beide Werte müssen sich in bestimmten Grenzen bewegen.

## Herstellung und Einbau
Die Herstellung und der Einbau von selbstverdichtendem Beton erfordert erfahrene und unterwiesene Fachleute, insbesondere weil Abweichungen bei den Frischbetoneigenschaften nicht beim Verdichten ausgeglichen werden können.
Bei der Herstellung ist es vor allem wichtig, die Wassermenge sehr genau zu dosieren, wobei wie bei anderem Beton die Feuchte im Zuschlag zu berücksichtigen ist. Insbesondere bei sehr geringen Wasser-Zement Werten für hochfeste selbstverdichtende Betone können kleine Schwankungen im Feuchtegehalt eine starke Auswirkung auf das Endprodukt haben. Weiterhin sollte in derartigen Fällen niedriger Wasserzementwerte oder einer bekannten Empfindlichkeit der Mischung das in Fahrmischern enthaltene Wasser mit eingerechnet bzw. eine Auswirkung per Feldversuch ermittelt werden. Heutige Mischtechnik ist üblicherweise gut genug ausgestattet, um diesen erhöhten Anforderungen zu entsprechen. Nach Befüllung des Mischers darf unter keinen Umständen Wasser oder Fließmittel zugesetzt werden, da dies zu einer erheblichen Störung der Mischung führen würde.
Auf der Baustelle sollte der Beton vor dem Einbau mit dem Setzfließversuch und dem Trichterauslaufversuch getestet werden, um sicherzustellen, dass der Beton selbstverdichtend ist und die Abweichungen von den Zielgrößen im Rahmen der geprüften Spezifikationen bleibt.
Vor dem Einbau ist weiterhin darauf zu achten, dass die erhöhten Anforderungen an die Schalung eingehalten werden. Dies umfasst sowohl die Dichtigkeit der Schalhaut als auch die stärkere Ausführung der Schalung aufgrund des höheren Frischbetondrucks.

## Anwendungsgebiete
Problematisch beim Einsatz von selbstverdichtendem Beton sind geneigte Oberflächen, wie zum Beispiel Brückentafeln, da die planmäßige Herstellung eines Gefälles ohne Konterschalung problematisch ist. Gut geeignet für den Einsatz von selbstverdichtendem Beton sind dagegen sehr filigrane Bauteile oder Bauteile mit sehr hohem Bewehrungsgrad.
Diese Art Beton ist hervorragend für folgende Anforderungen und sich daraus ergebende Anwendungen geeignet:
- Sichtbetonbauteile aufgrund hoher Oberflächenqualität (Stützen, Balken, …)
- hohe Wandbauteile (mit entsprechender Schalung)
- große Deckenabschnitte
- Betonfertigteilwerke

Weiterhin hat selbstverdichtender Beton mit hohem Zement- und Flugaschegehalt bedingt durch den starken Fließmittelzusatz ein hohes Reduktionsvermögen bezüglich des Wasser-Zement-Wertes. Dies ergibt eine höhere Festigkeit als bei üblichen Betonen und lässt andere Bauteildimensionierungen zu.

## Baubetriebliche Gesichtspunkte
Eine baubetriebliche Betrachtung von Motzko/Huth der Technischen Universität Darmstadt zeigt, dass selbstverdichtender Beton auch wirtschaftlich ein außerordentlich interessanter Baustoff ist. Genannt werden hier insbesondere Zeit- und Personaleinsparungen, die im Verhältnis zu den Mehrkosten für Material und Herstellung überproportional hoch ausfallen. Der vollständige Bericht ist als Referenz in den Weblinks angegeben.
Da in üblichen Bauteilen ein kompletter Arbeitsgang entweder wegfällt oder zumindest deutlich reduziert wird, verringern sich auch die Aufwendungen für Arbeitsgerät, Wartung sowie Baustellensicherheit. Weniger Personal kann die gleiche Arbeit verrichten, so entfällt zudem ein Teil des Personentransportes und erforderliche Fahrzeuge nebst Sozialräumen auf der Baustelle.
Gesamtwirtschaftlich mag sich das für eine kleinere Baustelle nicht deutlich auswirken, da die Menge fehlt. Bei großen Baustellen sollte dies aber sehr wohl in die Entscheidungsfindung mit einfließen.
In jedem Fall kann gesagt werden, dass sich die Mitarbeitergefährdung im Bereich der Betonage durch den geringeren Personaleinsatz ebenfalls verringert. Auch Vibrations- und Lärmbelastungen der Mitarbeiter werden reduziert.

## Regelungen für den Einsatz des selbstverdichtenden Betons
Der Einsatz von selbstverdichtendem Beton ist in Deutschland in der DIN EN 206-9:2010 geregelt. Zuvor hatte der Deutsche Ausschuss für Stahlbeton 2003 eine Richtlinie zur Anwendung des selbstverdichtenden Betons herausgegeben.